# Майские чтения

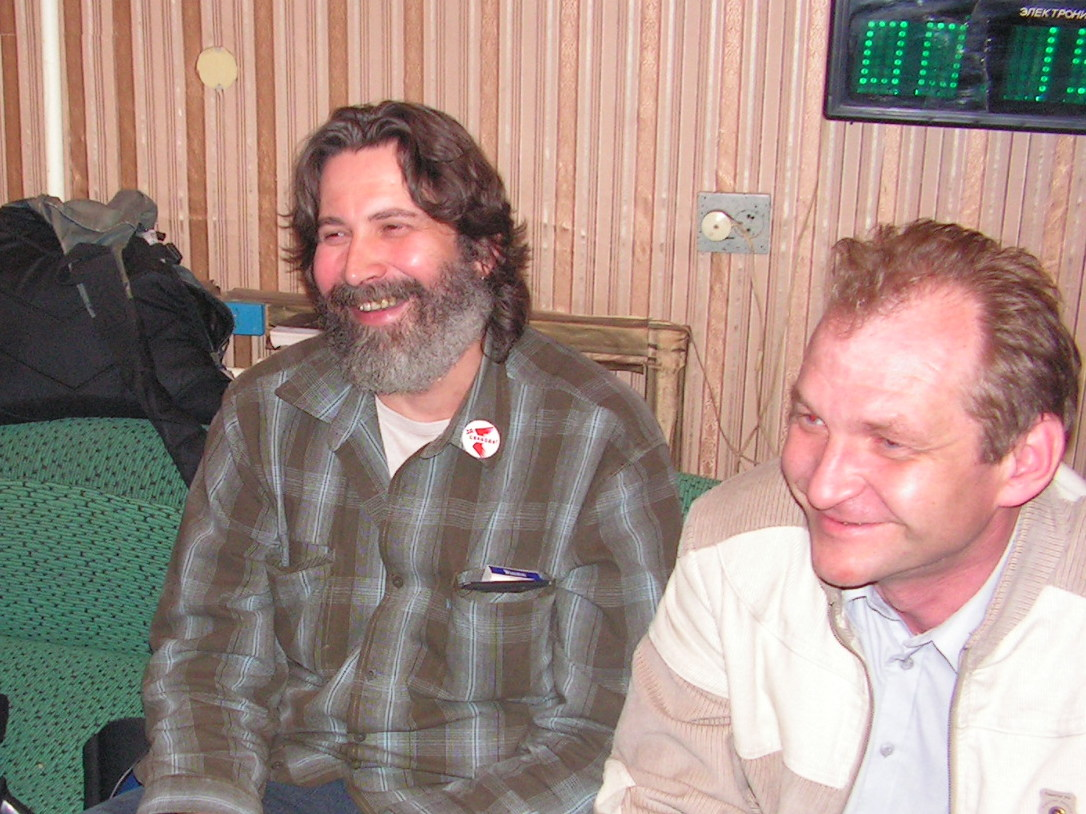
Организаторы фестиваля драматург Вадим Леванов и бизнесмен Владимир Дороганов

Майские чтения — всероссийский независимый литературно-театральный фестиваль, проходивший в Тольятти в 1990—2009 годах.
Основан поэтом Сергеем Лейбградом, ставшим бессменным куратором фестиваля, и бизнесменом Владимиром Дорогановым, ставшим продюсером и организатором. Фестиваль проводился в последние выходные мая на базе театрального центра «Белая ворона».
Гостями и участниками литературно-поэтической части фестиваля за годы его проведения стали ведущие представители российской постмодернистской и экспериментальной поэзии, в том числе Тимур Кибиров, Лев Рубинштейн, Виктор Коваль, Дмитрий Воденников, Александр Макаров-Кротков, Владимир Тучков, Юлий Гуголев, Михаил Айзенберг, Елена Фанайлова, Татьяна Риздвенко, Стелла Моротская, Нина Гатина, Света Литвак, Николай Байтов, Юрий Милорава.
В рамках фестиваля проходили встречи с читателями, круглые столы и дискуссии, посвящённые событиям и проблемам современной русской литературы, презентации новых книг, конкурсы поэтов-дебютантов, читки пьес, премьеры спектаклей экспериментальных театров и перформансы.
С 1999 года в фестивале проводилось два самостоятельных блока: литературный и театральный, куратором которого стал драматург и режиссёр Вадим Леванов, ставший арт-директором мероприятия. С подачи Леванова и в значительной степени его стараниями удалось расширить рамки фестиваля, превратив его в заметное на всю страну литературно-театральное событие. Международный фестиваль драматургии, театра и современного искусства стал один из самых популярных фестивалей Самарской области, на который приезжали люди из разных уголков России, и даже из-за рубежа, и который, как московская «Любимовка», представлял самые актуальные тексты российской драматургии.